# Vrnjačka Banja
Vrnjačka Banja (serbisch-kyrillisch Врњачка Бања) ist eine Stadt, Gemeinde und ein bekannter Kurort in Serbien, der sich im Bezirk Raška befindet. 2011 hatte die Stadt 10.004 und die Gemeinde 27.332 Einwohner. Sie gehörte im ehemaligen Jugoslawien zu den beliebtesten Urlaubszielen. Die Stadt wird in Serbien auch als „Königin der Kurorte“ oder „Königin des Kurorttourismus“ bezeichnet, dessen Kurort auch der größte des Landes ist, sowie die Stadt selbst als einer der bedeutendsten Tourismusorte Serbiens gilt. Neben seinen Mineralquellen ist die Stadt auch für den Karneval von Vrnjačka Banja bekannt.

## Name
Obwohl die Region seit jeher bewohnt war, erfolgte die erste schriftliche Erwähnung Vrnjačka Banjas in einem Bericht des Geo- und Mineralogen August von Herder, der auf Geheiß des Fürsten Miloš Obrenović die natürlichen Ressourcen des Königreich Serbien während des 19. Jahrhunderts erforschte.
Der Name Vrnjačka Banja stammt vom nahe gelegenen Dorf Vrnjci, in welchem bereits in der Antike die warmen Mineralquellen entdeckt und genutzt wurden, die heute kennzeichnend für die Stadt sind. Banja ist in etwa mit Kurort zu übersetzen, so bedeutet Vrnjačka Banja übersetzt Vrnjcier Kurort bzw. Vrnjačka Kurort. Ist aber auch als Kurort Vrnjci zu verstehen.

## Geografische Lage
Vrnjačka Banja liegt im südwestlichen Teil Zentralserbiens in einem äußerst bewaldeten und gebirgigen Gebiet, 200 Kilometer südlich der Hauptstadt Belgrad im Okrug Raška, 25 Kilometer von Kraljevo, dem Hauptverwaltungssitz des Bezirks, und 7 Kilometer von Trstenik. Die Stadt ist das wirtschaftliche, politische und kulturelle Zentrum der Gemeinde und ist von 14 Siedlungen umgeben. Sie liegt nahe den Gebirgen Kopaonik (2017 m), Željin (1785 m), Jastrebac (1492 m) und Stolovi (1376 m) und ist umgeben von den Goc (1216 m)- und Gledić-Gebirge nahe dem westlichen Morava.

## Klima
Das Klima ist moderat kontinental mit angenehm warmen Sommern und mäßig kalten Wintern. Aufgrund der umliegenden Gebirge Goc und Gledić befindet sich der Kurort in einer günstigen, windgeschützten Lage; etwa sechs Monate im Jahr sind windstill. Die Jahresmitteltemperatur beträgt 10,5 °C und im Sommer ist es durchschnittlich 20 °C warm.

## Geschichte

### Skordisker, Römer, Byzantiner und Slawen
Die Behauptung, dass bereits die Römer die Mineralquellen nutzten, stand schon in den Schriften des Naturforschers, Archäologen und Völkerkundlers Felix Philipp Kanitz, der das Königreich Serbien mehrmals im 19. Jahrhundert bereiste, um dessen historische Sakralbauten und Monumente zu erforschen. Er berichtete von einer Quelle südlich eines römischen Militärlagers in der nahegelegenen Ortschaft Gračac. Bei Ausgrabungen 1924 fand man schließlich Zeugnisse, dass die Römer Vrnjačka Banja als Kurort nutzten. Insbesondere über 250 Münzen aus dem 2. bis 5. Jahrhundert, aber auch ein Ring, ein Schlüssel sowie ein Badebecken weisen auf die frühe Nutzung der Quellen hin.

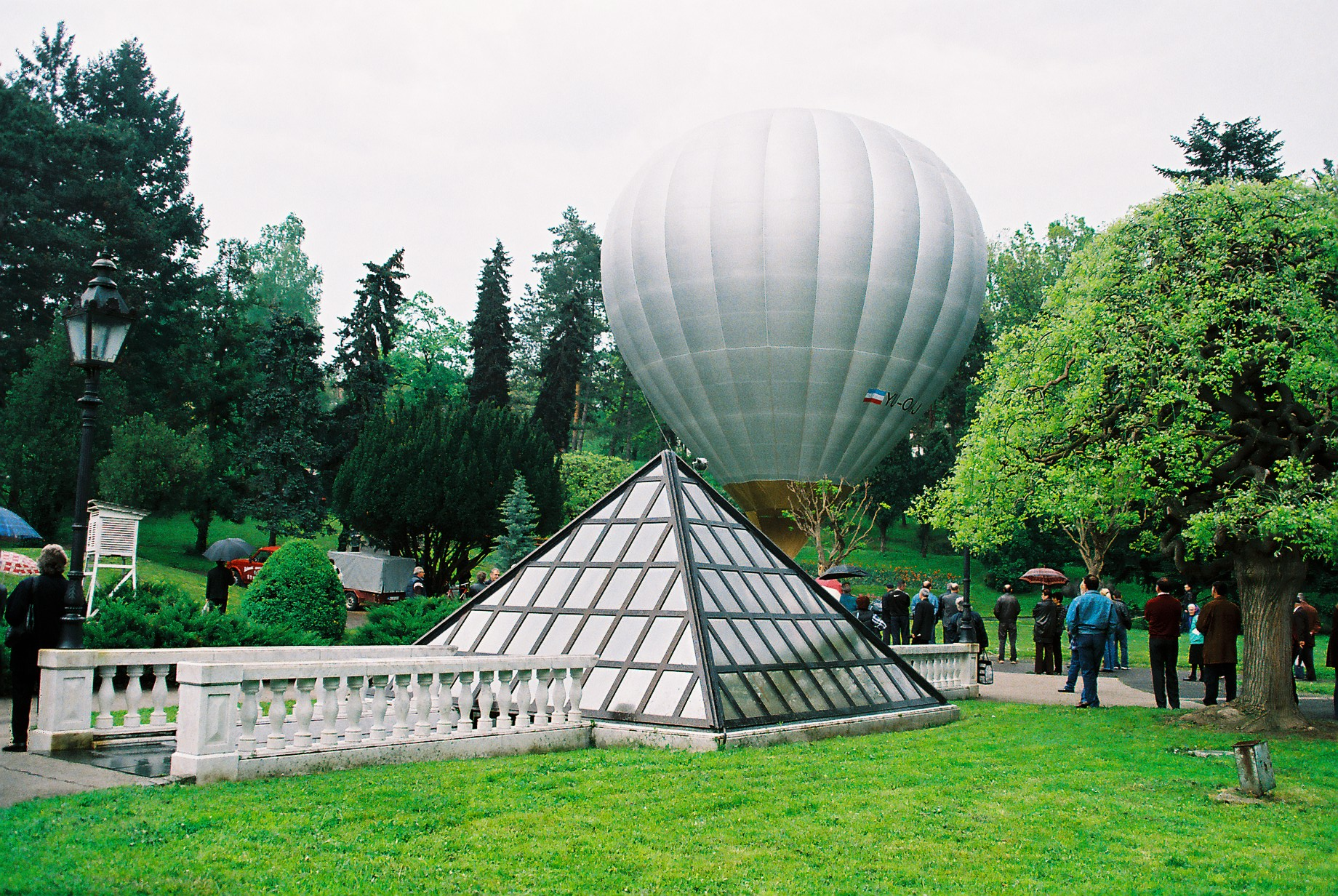
Die Glaspyramide, unter der eine der zahlreichen Quellen von Vrnjačka Banja entspringt.

 Archäologische Funde belegen zudem, dass die Quellen auch zu Zeiten der byzantinischen Herrschaft genutzt wurden, jedoch geht man auch davon aus, dass sie später ebenfalls von den Slawen und Serben genutzt wurden. Zwischen dem 2. und 4. Jahrhundert waren es letztendlich die Römer, die erstmals an einer der heißen Quellen das Thermalbad bzw. den Kurort Aquae Orcinae errichteten, in welchem sich dessen Legionen der Provinz Obermoesien und den Militärlagern an der befestigten Limes entlang der Donau erholten, darunter die Legio VII Claudia, die erstmals von Julius Caesar für den Gallischen Krieg aufgestellt wurde.
Heute befindet sich zum Schutz über der Quelle, die von den Römern Fons Romanus genannt wurde, eine 1989 errichtete kleine Glaspyramide, die vom serbischen Architekten Mihailo Mitrovica entworfen wurde. Von zwei Seiten ist die Quelle über Treppen, die unter der Geländeoberfläche hindurchführen, zu erreichen. Noch vor den Römern lebten in dieser Region die Skordisker, ein Volksstamm, der hauptsächlich auf dem Gebiet Serbiens lebte. Ob sie ebenfalls die Quellen nutzten, ist bisher nicht bekannt.

### Vom Mittelalter bis zum 20. Jahrhundert
Der medizinische Nutzen des hiesigen Wassers soll auch während des Serbischen und des Osmanischen Reiches bekannt gewesen sein. Um die Nutzung der Quellen durch die osmanischen Besatzer zu verhindern, soll die lokale Bevölkerung die Quellen verschüttet haben. In der Tat sind die Quellen in osmanischen Schriften kaum erwähnt. Nach der Befreiung Serbiens aufgrund der serbischen Aufstände im 19. Jahrhundert und der schrittweisen Festigung der politischen und wirtschaftlichen Verhältnisse entwickelte sich ein steigendes Interesse an der Nutzung der Quellen. Einer Überlieferung zufolge wurde die heilende Wirkung des Wassers dank des kranken Pferdes des serbisch-orthodoxen Priesters Jeftimi Hadži-Popović aus Vrnjci wiederentdeckt.

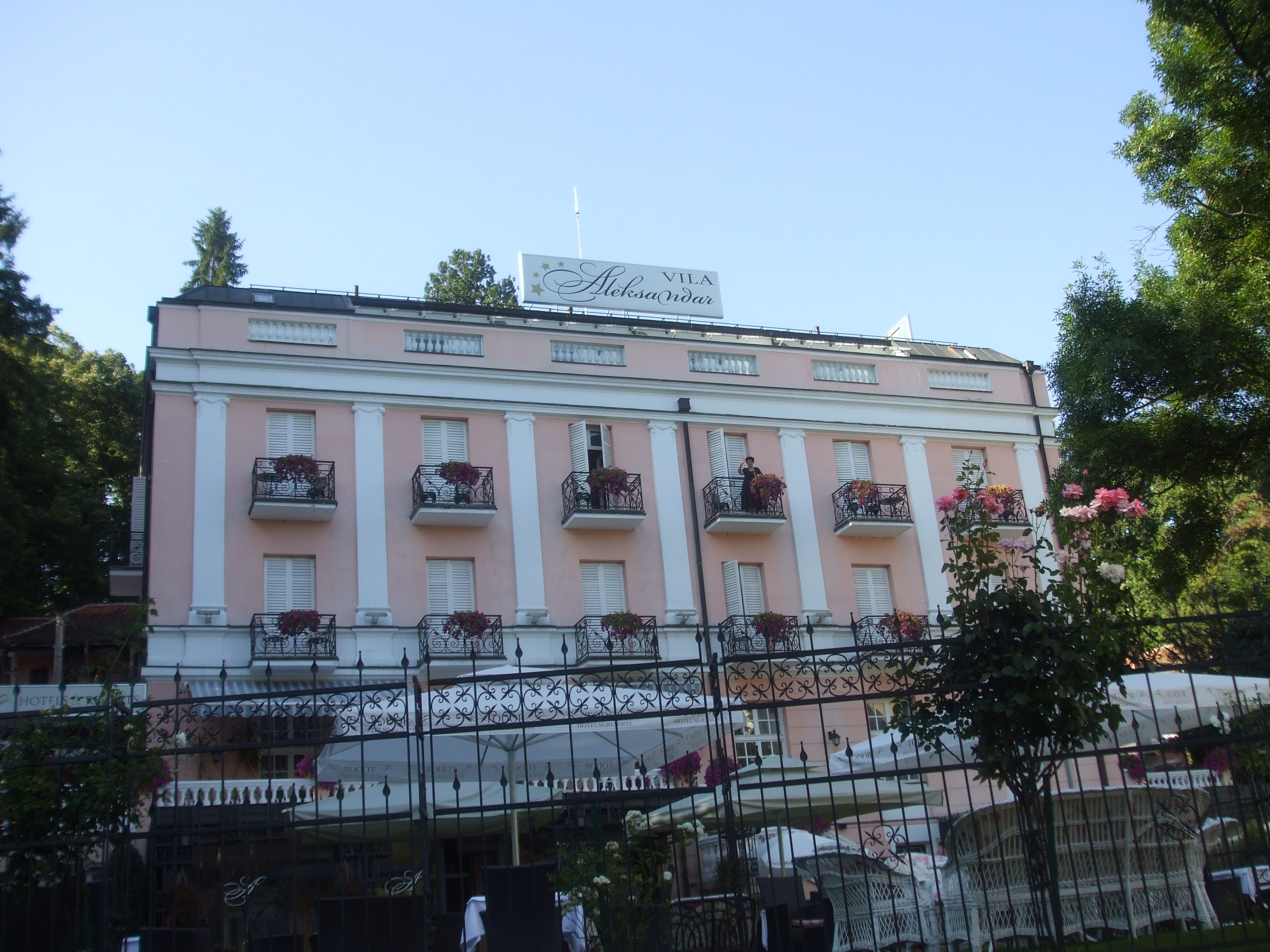
Die Villa Aleksandar

Auf Geheiß des serbischen Fürsten Miloš Obrenović reiste der deutsche Geo- und Mineraloge August von Herder ins Königreich Serbien, der die natürlichen Ressourcen Serbiens erforschen sollte. Er erklärte, dass die Quellen von Vrnjci von hoher Qualität seien und verglich sie mit den berühmten Quellen von Karlsbad in Tschechien. Zuvor nutzte die lokale Bevölkerung bereits die Quellen. Am 1. Juni 1868 wurde der „Stifterverband des heißen Heilmineralwassers von Vrnjici“ aufgrund der Initiative von Pavle Mutavdžić und weiteren Bürgern aus dem Raum Kruševac, Karavnovca und Trstenik gegründet. Im darauf folgenden Jahr fand die erste offizielle Kursaison mit befestigten Warmwasserquellen, Bädern, Kurärzten und einer großen Zahl an Besuchern statt. Spätestens seit der Errichtung der Villa des serbischen Generals Jovan Belimarković, die spätere Residenz von König Aleksandar Obrenović und somit heute bekannt als Villa Aleksandar, gewann Vrnjačka Banja besonders an Bedeutung und entwickelte sich zu einer modernen Stadt.

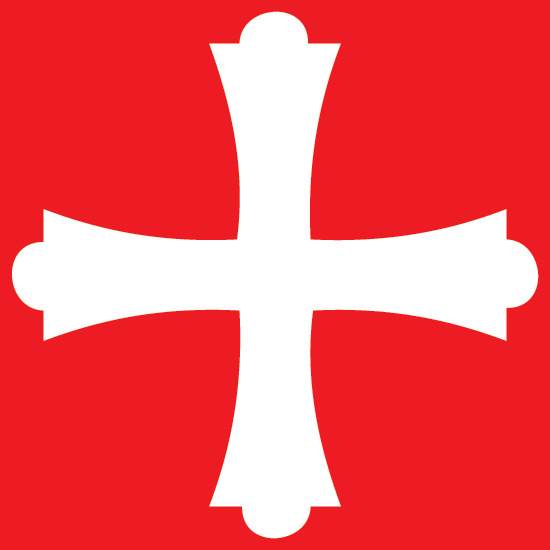
Flagge des Ortes

Zu Ende des 19. und zu Beginn des 20. Jahrhunderts wurden schließlich modernere Kurhotels, Gasthäuser und Unterkünfte gebaut, aber auch Villen, Krankenhäuser und ein Sanatorium sowie viele weitere betreuende Einrichtungen, die zur Entwicklung der Kurorts beitrugen, daneben auch die Verbesserung der Infrastruktur. Seitdem wuchs die Besucherzahl kontinuierlich und Vrnjačka Banja war während der 1930er der meistbesuchte touristische Ort des Königreichs Jugoslawien, zu dem Serbien seit mehreren Jahren gehörte. Während des Zweiten Weltkriegs wurde das Land von den Achsenmächten besetzt. Während dieser Periode wurde die Quelle, auf der sich heute die Glaspyramide befindet, von einer Betonplatte überdeckt, um sie somit fern von der Öffentlichkeit zu halten. Erst 1989 wurde diese Quelle wieder ins Leben gerufen. Doch auch nach Ende des Krieges setzte sich die Beliebtheit, die Stadt aufzusuchen, fort und so wurde Vrnjačka Banja einer der bekanntesten Kurorte im ehemaligen Jugoslawien. So besuchten während der 1980er Jahre bis zu 200.000 Touristen jährlich die Stadt mit insgesamt 2 Millionen Übernachtungen pro Saison.

## Wirtschaft
1933 registrierte man in der Stadt 133 Handwerks- und Handelsgeschäfte. Besonders während der 1930er florierte die Wirtschaft der Stadt. Nach dem Zweiten Weltkrieg sollte sich dies anfangs ändern, da der Staat damit begann, überwiegend Patienten zur Behandlung nach Vrnjačka Banja zu schicken. Nach einer kurzen Zeit waren bereits zahlreiche exklusiven Wellnesseinrichtungen nicht mehr in Betrieb. Eine wirtschaftliche Wiedergeburt erlebte Vrnjačka Banja schließlich in den 1950er und 1960er mit einer stetig zunehmenden Zahl von Besuchern, die während der 1980er mit bis zu 200.000 Touristen jährlich mit insgesamt 2. Millionen Übernachtungen pro Saison ihren Höhepunkt erreichte. Zum wirtschaftlichen Aufschwung hatte der damit verbundenen Bau von neuen und moderneren Einrichtungen ebenfalls beigetragen.
Historisch profitierte Vrnjačka Banja somit vor allem vom Tourismus. Neben der Hotellerie und Gastronomie profitiert heute auch der Einzelhandel. Von großer Bedeutung ist neben dem Tourismus ebenfalls das Baugewerbe. Die Stadt ist heute eines der meistbesuchten Zentren des nationalen und internationalen Gesundheitstourismus. Hauptanziehungspunkte sind neben Thermalbädern und Wellnesszentren auch die Architektur, historische Gebäude, Museen, Festivals, das Nachtleben sowie verschiedenen Veranstaltungen, die jährlich zahlreiche Besucher zählen.

## Freizeit und Tourismus

### Thermalbäder und Wellness
Die Vrnjačka Banja ist einer der meistbesuchten Kurorte in Serbien und war einer der bekanntesten im ehemaligen Jugoslawien. Noch heute strömen daher zahlreiche Touristen aus dem In- und Ausland zur Erholung in die Stadt. Die Vermarktung der Mineralquellen von Vrnjačka Banja begann 1970. In Glasflaschen abgefüllt eroberte das Mineralwasser Vrnjci schnell den Markt und machte seinen Herkunftsort bekannter. Es gibt sieben Quellen im Ort, von denen vier anerkannte Heilquellen sind und von der Medizin für Hydrotherapien genutzt werden. Die Topla-Voda-Quelle hat eine Temperatur von 36,5 °C und wird hauptsächlich zum Trinken und Baden verwendet. Die kalten Mineralquellen Snežnik (17 °C), Jezero (27 °C) und Slatina (14 °C) gehören zu der Gruppe der alkalischen Quellen.
Behandlungen werden in der Fach- und Rehabilitationsklinik Merkur durchgeführt, welche über moderne medizinische Einrichtung zur Diagnose, Prävention und Behandlung sowie über entsprechende Fachärzte verfügt. Die Patientenverpflegung entspricht modernen Ernährungsgrundsätzen und bietet auch die Möglichkeit zu individuellen Ernährungsprogrammen. Der Kurort verfügt über eine Kapazität von über 15.000 Betten, davon etwa 4500 in Hotels und Wohnanlagen, 850 Betten im Gesundheitszentrum und etwa 10.000 in privaten Häusern. Mit 800 Betten ist die Hotelorganisation Fontana das größte, das unter anderem die bekannteren Hotels bzw. Gästehäuser Fontana (Das Fontana), Zvezda (Der Stern), Sloboda (Die Freiheit), Vila San (Villa  Traum) und Beli Izvor (Die weiße Quelle) beinhaltet. Die Hotels verfügen über Schwimmbäder, Konferenzräume und Sporteinrichtungen.

### Nachtleben
Die Stadt bietet ein vielfältiges Nachtleben. Besonders die Promenade bietet zahlreiche Cafés, Restaurants und Imbisslokale, mit Gerichten der serbischen Küche, sowie Pizzerien und einige Nachtclubs. Vor allem während der Sommermonate wird das breite Angebot zudem mit diversen Veranstaltungen und Festivals unter freiem Himmel ergänzt. Neben Konzerten von hauptsächlich nationaler Stars finden regelmäßig zahlreiche regionale Anlässe statt.

### Musikveranstaltungen Konzerte
In der Stadt finden regelmäßig Konzerte und Musikveranstaltungen unterschiedlicher und überwiegend nationaler Musikrichtungen statt, darunter Folklore, die serbische Brass-Musik, Turbo-Folk, aber auch Rockmusik oder klassische Musik. Viele Musikgrößen, vor allem aus der regionalen Szene, gaben bereits Konzerte in Vrnjačka Banja, darunter Zdravko Čolić, Željko Samardžić und Svetlana Ražnatović, sowie die Gruppen Riblja čorba und Van Goh.
Seit 2007 findet mit dem Lovefest eines der größten Open-Air-Festivals Serbiens statt. Der Schwerpunkt liegt auf elektronischer Musik nationaler und internationaler DJs.

### Karneval von Vrnjačka Banja
Der Karneval von Vrnjačka Banja gehört mit dem Guča-Trompetenfestival und dem Exit-Festival zu den größten Veranstaltungen in Serbien, der jährlich über 200.000 Besucher versammelt. Während des Karnevals findet zahlreichen Festivals und ein internationaler Karnevalsumzug statt, bei dem Gruppen aus der ganzen Welt auftreten. Seine Wurzeln liegen in der Gründung des Kurortes 1868 und der dort ausgetragenen Feste, da die damalige Bevölkerung Wert auf traditionelle und national ausgerichtete Bälle bzw. Tanzveranstaltungen, Folklore und Volksfeste legte. Ab dem Zweiten Weltkrieg änderten sich die Veranstaltungen in Richtung Maskeraden im westeuropäischen Sinne. Zwischen den 1950er und 1970er Jahren war der Kostüm- bzw. Maskenball besonders besucht. Während der 1960er entwickelt sich der Karneval, verlor jedoch schnell an Bedeutung. 2005 wurde der Karneval durch lokale touristische Organisation wieder ins Leben gerufen.
Jeden  14. Juli findet seitdem der Vrnjački karneval statt, als dessen Höhepunkt der Karnevalsumzug betrachtet wird, der Teilnehmern aus bis zu 40 Ländern versammelt. Vrnjačka Banja ist mittlerweile Mitglied der Föderation Europäischer Carnevalsstädte (FECC). Dort fand 2011 auch das 31. Treffen des FECC statt. Nationale Anerkennung erhielt der Karneval, indem er den Tourist-Flower-Preis erhielt, der für die besten nationalen touristischen Events verliehen wird. Diese Auszeichnung wird von der Tourismusorganisation Serbiens mit der Unterstützung des Ministeriums für Handel, Tourismus und Dienstleistungen vergeben. 2013 erreichte der Karneval mit 300.000 Besuchern und 3.500 Teilnehmern einen neuen Rekord.

### Brücke der Liebe

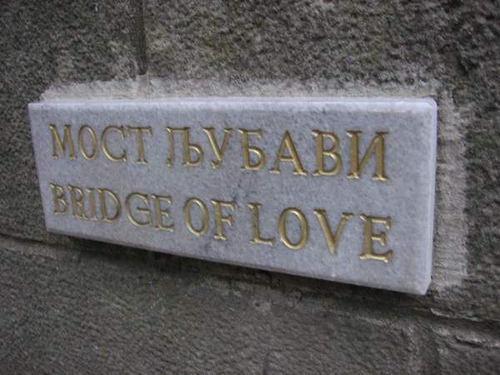
Brücke der Liebe

Im Zuge des Ersten Weltkrieges verliebten sich die serbische Lehrerin Nada und der serbische Offizier Relja ineinander. Dessen besonders starke Liebe gewann schnell die ganze Aufmerksamkeit zahlreicher Bürger der Stadt. Während des Krieges musste Relja nach Griechenland an die Front. Dort soll er sich in eine Griechin verliebt haben und kehrte schließlich nie wieder zurück. Über sein weiteres Schicksal ist nichts bekannt, jedoch soll der tatsächliche Grund keine Griechin gewesen sein, sondern Relja soll auf dem Schlachtfeld gefallen sein, was Nada jedoch nie erfuhr. Der Kummer und das Leid darüber hatten auf ihr Wohlbefinden äußerst negative Auswirkungen und nahmen auch mit der Zeit zu, so dass sie schließlich jung und unglücklich starb.

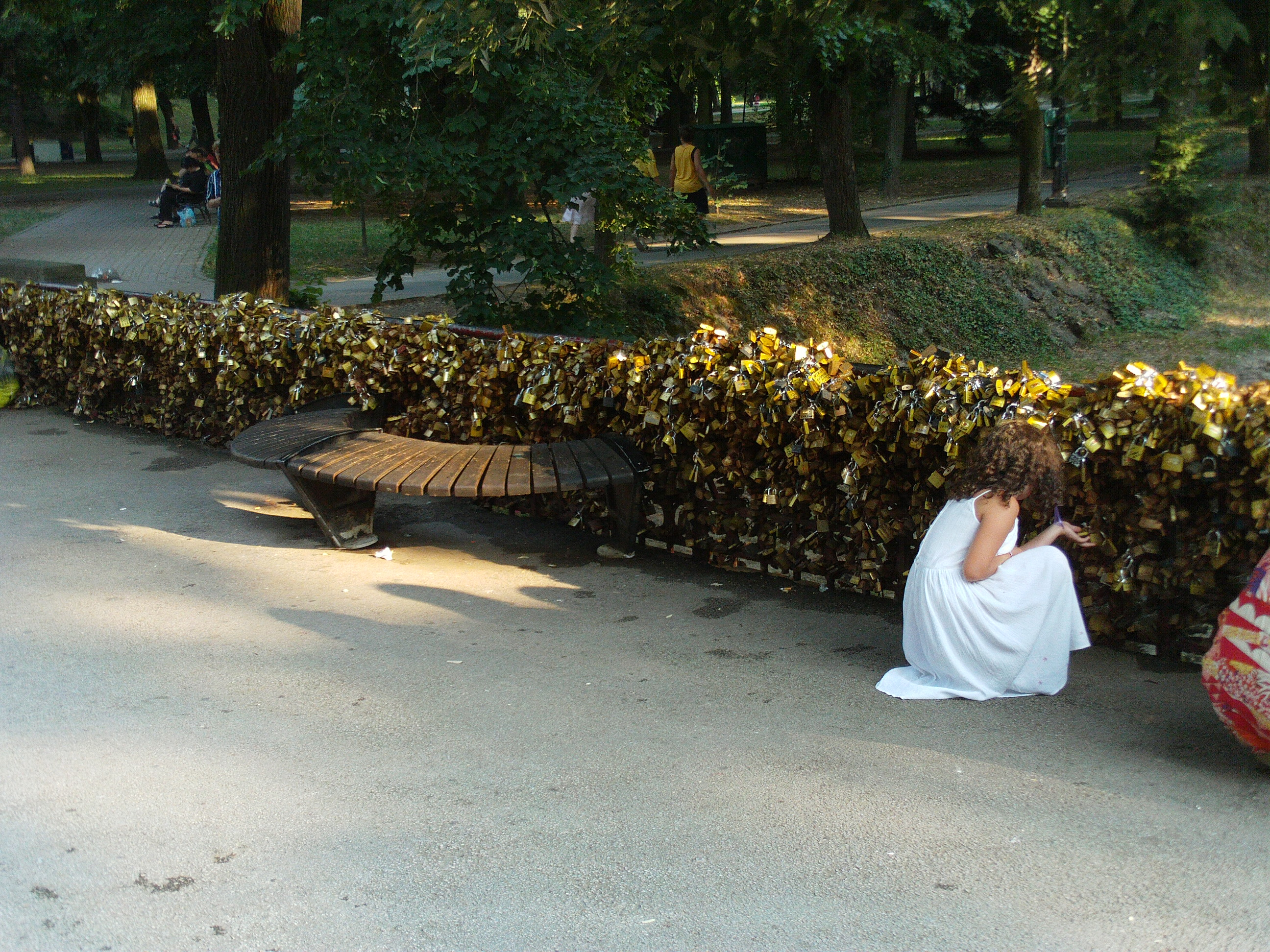
Teil der Brücke mit Tausenden von angehängten „Liebesschlössern“.

 Zahlreiche Bürger, besonders Mädchen und Frauen, waren so berührt von ihrem Schicksal, dass von da an die Tradition begann, Schlösser mit den Initialen der Verliebten um das Geländer einer Brücke im Stadtpark zu hängen, der ein beliebter Treffpunkt des Paares war, sowie die Schlüssel in den darunter fließenden Bach zu werfen. Damit sollte symbolisch ihre ewige Liebe dargestellt sowie die Trennung bzw. ein ähnliches Schicksal vermieden werden. Während des Zweiten Weltkrieges geriet die Tradition und die damit verbundene Geschichte bei den Jungen durch die Wirren des Krieges etwas in Vergessenheit. Doch während eines Kurortbesuches durch die bekannte serbische Dichterin Desanka Maksimović erfuhr sie von der älteren Bevölkerung über dieses Ereignis und erweckte es mit einem Gedicht zum Leben die bis heute anhält.

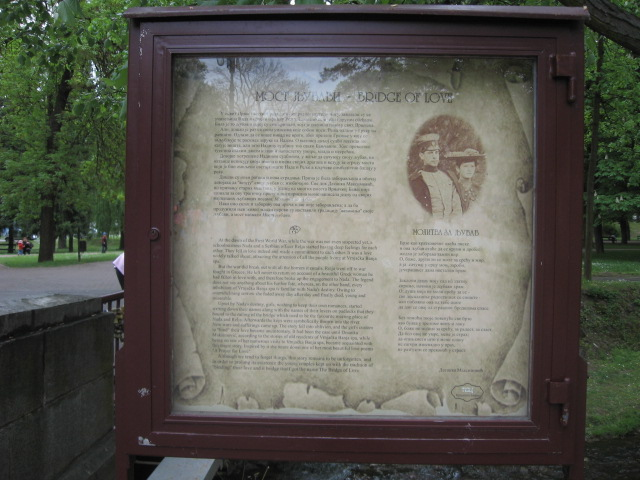
Das Denkmal nahe der Brücke

 Maksimović war von der Geschichte um Nada so berührt, dass sie davon inspiriert schließlich das Liebesgedicht Molitva za ljubav („Gebet für die Liebe“) schrieb, das heute zu einem ihrer schönsten Werke zählt. Heute trägt diese Brücke den Namen „Brücke der Liebe“ und ist gespickt mit Tausenden von „Liebesschlössern“. Die Schlüssel werden zum Schutz des Baches nicht mehr ins Wasser geworfen, trotzdem ist die eigentlich gewöhnliche Brücke aufgrund ihrer Geschichte und Bedeutung ein beliebter Treffpunkt vieler Einheimischer sowie Touristen. Heute befindet sich dort auch ein Denkmal mit der Geschichte und dem jeweiligen Gedicht, dessen Ursprung bereits über 100 Jahre zurückliegt. Vrnjačka Banja gilt heute als einer der ersten Orte, an denen man begann, Schlösser als Symbol für die ewige Liebe zu nutzen bzw. wo der Kult um die „Liebesschlösser“ seinen Anfang hatte.

### Sport
Die Stadt besitzt drei Fußballfelder, Möglichkeiten für das Volleyballspielen und eine 2008 erbaute multifunktionale Sporthalle, die nach dem Basketballer Vlade Divac benannt ist und 1300 Sitzplätze bietet. Vrnjačka Banja ist auch im Besitz eines Schwimmbades. Im Stadtpark befindet sich eine Kletterwand, an der man das Freiklettern ausüben kann. Auf dem Goč-Gebirge, etwa 11 Kilometer vom Stadtzentrum, befindet sich eine Skipiste, die 520 Meter lang und 60 Meter breit ist. Die Anzahl der installierten Antriebsvorrichtungen beträgt 36, mit einer Kapazität von 1195 Skifahrer pro Stunde. Der Schwierigkeitsgrad der Piste liegt bei 30 Prozent. Das Skifahren ist dort aufgrund eines Beleuchtungssystems auch in der Nacht möglich.

## Sehenswürdigkeiten
Neben den dichten, bewanderbaren Wäldern und Gebirgen, die charakteristisch für diesen Teil Serbiens sind, befinden sich in und nahe Vrnjačka Banja vor allem bedeutende Sakralbauten der serbisch-orthodoxen Kirche. Ihr serbisch-byzantinischer Stil wurde architektonisch besonders durch die Raška- und Morava-Schule geprägt. Manche von ihnen gehören zum UNESCO-Welterbe. In der Umgebung der Stadt existieren mittelalterliche Festungen sowie historische Gebäude wie die ehemalige Villa des serbischen Königs Aleksandar Obrenović und auch zahlreiche Weingärten. Ein Museum wurde der Basketballlegende Vlade Divac gewidmet.
- Brücke der Liebe
- Festung Brvenik aus dem 14. Jahrhundert
- Festung Koznik aus dem 14. Jahrhundert
- Japanischer Garten, mit einer Fläche von 3000 Quadratmetern, der 2011 errichtet wurde
- Kloster Đurđevi stupovi, etwa 60 km entfernt
- Mariä-Geburt-Kirche aus dem 19. Jahrhundert
- Mausoleum des Generals Jovan Belimarković und dessen Familie
- Serbisch-orthodoxe Kirche der hl. Gottesgebärerin, errichtet 1834
- Serbisch-orthodoxe Kirche des hl. Johannes
- Serbisch-orthodoxe Kirche des hl. Petrus, etwa 7 km entfernt
- Serbisch-orthodoxe Kirche des hl. Sava
- Villa Aleksandar, ehemalige Villa von Jovan Belimarković und König Aleksandar Obrenović
- Vlade-Divac-Museum
- Volksbibliothek „Dr. Dušan Radić“, mit etwa 40.000 Büchern

## Persönlichkeiten
- Vesna Nikolić-Ristanović (* 1955), Rechtswissenschaftlerin, Kriminologin und Hochschullehrerin
- Danka Podovac (* 1982), Fußballnationalspielerin
- Aleksandar Drenovak (* 1983), Amateurboxer und Olympiateilnehmer von 2012